# Асуэро
Асуэ́ро (исп. Península de Azuero) — полуостров в Центральной Америке, на юге Панамы.

## Топоним
Полуостров назван в честь колумбийского политика и журналиста Висенте Асуеро Плата.

## География
Полуостров выступает к югу от Панамского перешейка. С юга и запада омывается Тихим океаном, на востоке — Панамским заливом. Мыс Марьято в юго-западной части является самой южной точной Северной Америки. Полуостров разделён на три панамские провинции: Эррера, Лос-Сантос, Верагуас.